# Маломальський
Малома́льський (рос. Маломальский) — селище у складі Нижньотуринського міського округу Свердловської області.
Населення — 5 осіб (2010, 0 у 2002).